# Living Reviews in Relativity
Living Reviews in Relativity ist eine physikalische Open-Access-Fachzeitschrift auf dem Gebiet der Relativitätstheorie, gegründet und herausgegeben am Max-Planck-Institut für Gravitationsphysik von 1998 bis 2015. Nach dem Verkauf durch die Max-Planck-Gesellschaft im Juni 2015 wird sie vom Wissenschaftsverlag Springer Science+Business Media publiziert.
Veröffentlicht werden Übersichtsartikel, die Artikel unterliegen dem Peer-Review. Der Impact Factor der Zeitschrift beträgt 19.250 (Stand: 2014).